# Maglemosekultur
Maglemosekulturen er den skovjægerkultur, der i jægerstenalderens ældre del (ca. 9.000 f.Kr. – ca. 6.400 f.Kr.), udøvedes i det nordvestlige europæiske lavland, da afsmeltningen af indlandsisen i det sydlige Skandinavien var afsluttet, og afsmeltningen i de nordlige dele af den skandinaviske halvø blev fuldendt. Maglemosetiden underinddeles
- i tidlig Maglemosetid (ca. 9.000 f.Kr. – ca. 7.800 f.Kr.),
- mellemste Maglemosetid (ca. 7.800 f.Kr. – ca. 7.000 f.Kr.) og
- sen Maglemosetid (ca. 7.000 f.Kr. – ca. 6.400 f.Kr.)

efter formen på de mikrolitter, der indgik i fangstredskaberne: i tidlig Maglemosetid var lancetformede mikrolitter enerådende, i mellemste Maglemosetid blev de suppleret med ligebenede trekantmikrolitter, i sen Maglemosetid var brede trekanter med svajede kortsider fremherskende, mens lancetmikrolitterne forsvandt.
Maglemosekulturen kendetegnedes af store forandringer såvel i klima som i levevilkår for planter, dyr og mennesker. Den er kendetegnet ved, at klima- og plantebælter løbende forskubbedes nordover. I klimatisk henseende rækker maglemosetiden fra den præboreale tid over den boreale periode til begyndelsen af atlantisk tid.
Maglemosekulturen er opkaldt efter fundstedet Maglemose ved Mullerup i Vestsjælland. Dette fundsted blev udgravet af Georg Sarauw i 1900.
Maglemosekulturen afløstes af Kongemosekulturen.

## Tidlig, mellemste og sen maglemosetid
| Periode             | Tidlig Maglemosetid          | Mellemste Maglemosetid                                                      | Sen Maglemosetid                                                            |
| ------------------- | ---------------------------- | --------------------------------------------------------------------------- | --------------------------------------------------------------------------- |
| Tidsrum             | 9.000-7.800 f.Kr.            | 7.800-7.000 f.Kr.                                                           | 7.000-6.400 f.Kr.                                                           |
| Klimaperiode        | Præboreal tid                | Boreal tid                                                                  | Atlantisk tid                                                               |
| Plantevækst         | Birke-fyrretid               | Hassel-fyrretid                                                             | Ældre lindetid                                                              |
| Dyreliv (jagtvildt) | urokse, bison, elg, vildhest | urokse, elg, kronhjort, rådyr, vildsvin, grævling, vildkat, los, ræv, ilder | urokse, elg, kronhjort, rådyr, vildsvin, grævling, vildkat, los, ræv, ilder |
| Fuglevildt          | trane, vibe                  | skallesluger, lappedykker, blishøne, hejre, trane, vibe                     | skallesluger, lappedykker, blishøne, hejre, trane, vibe                     |
| Typelokalitet       |                              | Klosterlund                                                                 |                                                                             |

## Tidlig Maglemosetid.

### Klima og levevilkår
Omkring 9.700 f.Kr. indtrådte en markant temperaturstigning, fra gennemsnitligt ca. 10 °C til 14-15 °C i sommermånederne. Temperaturstigningen indebar, at indlandsisen nu afsmeltede helt fra det sydskandinaviske område. Det afstedkom en lang række følgevirkninger for plantevækst, dyreliv og egnenes befolkning. Med indlandsisens afsmeltning forsvandt for det første også tundraen og sammen med den forlod rensdyrene det sydlige Skandinavien og søgte nordpå opover den skandinaviske halvø. Det formodes, at en overordentlig stor del af rensdyrjægerne ligeledes fortrak nordpå efter deres sædvanlige bytte frem for at tilpasse sig de forandrede levevilkår (kendt som Fosna-Hensbackakultur). De, hvis levevis har givet maglemosekulturen dens særpræg, var således indvandrere, der sydfra fulgte birkeskoven og med den elg, urokse, kronhjort og rådyr ind i det nordeuropæiske lavland.
Dernæst indebar indlandsisens afsmeltning, at den belastning, isen havde forårsaget, forsvandt, hvorfor landområderne efterhånden hævede sig, omend denne landhævning skete langsommere end den havstigning, som isens afsmeltning samtidig bevirkede. Landskabeligt indebar det, at hele det nordeuropæiske område fra de britiske øer i vest til den sydlige del af den skandinaviske halvø i øst kom til at udgøre et sammenhængende fastland, bl.a. Doggerland, dog gennemskåret af talrige vandløb og præget af søer, åer og bække. Østersøen var forbundet med det frie hav i vest ved et havområde tværs over det sydlige Mellemsverige, og der derved fremkomne havområde benævnes yoldiahavet.
For det tredje forvandledes selve landskabet fra tundra til en åben og lys birkeskov iblandet træer som bævreasp, pil, røn og fyr. Alle disse træarter havde også tidligere groet i landet men fik nu bedre vækstbetingelser.
Dyrelivet forandredes: renen trak nordpå efter indlandsisen, bison og vildhest levede fortsat i landet omend fåtalligt. I stedet blev elg, urokse, kronhjort og rådyr fremherskende.

### Antropologi
Der kendes enkelte skeletter af mennesker fra maglemosetiden: ældst er skelettet af en mand fra Koelbjerg ved Vissenbjerg på Fyn, omkring 25 år gammel og henved 155 cm høj, dateret til ca. 8.000 f.Kr. Andre skeletter kendes fra Køge Bugt og fra bopladsen Holmegård V i Holmegårds mose i Sydsjælland; de dateres til ca. 7.000 f.Kr. Maglemosefolket tilhørte Homo sapiens sapiens, det moderne menneskes race, men synes at være kraftigere bygget. Knoglerne var kraftige, lemmeknoglerne forholdsvis korte og brede. Kraniet var længere, mindre højt og bredt end senere, og havde store øjenbrynsbuer, kraftige tyggemuskler, fremstående kæbe, store tænder præget af slid – formodentlig har de været anvendt som redskaber.

#### Andre grave
Der findes desuden to brandgrave fra den tidlige Maglemose-fase ca. 8.500-8.000 f. kr. En blev fundet i Hammelev, Jylland, og en i 2022 i Duvenseer Moor i Slesvig-Holsten. Det antyder at brandgrave var en normal gravskik i den tidlige fase.

### Livsform
Maglemosefolket var i tidlig maglemosetid i udpræget grad et jæger- og samlerfolk, som i årets løb skiftede opholdssted alt efter, hvor levevilkårene var mest fordelagtige. Det er muligt, at der har været tale om et nogenlunde fast område, indenfor hvilket omflytningen skete, således at man med regelmæssige mellemrum er vendt tilbage til gammelkendte steder. Denne omflytning må ses i lyset af de forskellige vilkår, som de forskellige årstider bød på: vintermånederne egnede sig til jagt på de store kød- og pelsdyr samt sæler, der i januar-februar opholdt sig på stranden i forbindelse med deres ungers fødsel og som forholdsvis let kunne slås ihjel. Om foråret har trækfugle og træk af grønlandssæler kunnet byde på fødemuligheder. I sommermånederne har fiskeri og indsamling af bær og nødder givet fødemuligheder. Om efteråret gav de fornyede fugletræk og ungdyr jagtmuligheder.

### Redskabernes råstofkilder: storvildt og flint
Uroksen kom vel nok til at udgøre maglemosejægernes vigtigste bytte: en nedlagt, fuldvoksen urokse skaffede ca. 500 kg kød, desuden skind, sener og knogler, der kunne udnyttes ved redskabsfremstillingen. Af ribbenene kunne laves fiskespyd, af mellemfodsbenene skarøkser, mejsler, knive, prene, af spolebenene hakker og køller, af mellemhåndsbenene køller og huløkser.
Flint udgjorde det andet vigtige råstof ved maglemosekulturens redskabsfremstilling. De almindeligste redskaber lavet af flint var flækken, et langt og smalt, skarpkantet afslag, der kunne udnyttes til knive, skindskrabere, bor, save og meget andet.

### Redskaber
Maglemosefolkets redskabskultur var præget dels af redskaber til træforarbejdning, dels jagtvåben: skiveøkser, kerneøkser, buer af elmetræ og med en længde af ca. 160 cm og pile med isatte små flintstykker, såkaldte mikrolitter, desuden tandede fiskespyd og fiskekroge.

### Jagtmåde
Uroksens betydning som jagtvildt allerede i tidlig maglemosetid bevidnes af en fuldvoksen tyr, der undslap jægerne, men omkom i en mose ved Vig i Nordvestsjælland. I skelettet fandtes rester fra de våben, maglemosejægerne da anvendte i jagten. Der er tale om forholdsvis få og store pilespidser, overvejende fundet i brystområdet. Dette tyder på, at jægerne udnyttede, at skoven var forholdsvis åben til at snige sig så tæt på dyret som muligt for at komme på skudhold (den ideelle skudafstand er op til 20 m) og derefter har sigtet mod dyrets vigtigste organer som lunger, hjerte og store blodårer. Jagtvåbnene har derfor skullet være så kraftige, at de kunne trænge gennem ribben og skulderblade.

## Mellemste Maglemosetid

### Klima og levevilkår
Den landhævning, der var begyndt efter, at trykket fra den afsmeltede indlandsis var forsvundet, bevirkede omkring 8.500 f.Kr., at det tidligere midtsvenske sund atter blev lukket og Østersøen omdannet til en ferskvandssø, kaldet Ancylussøen efter den ferskvandssnegl, Ancylus fluviatilis, som levede her. Samtidig forrykkedes kysten i vest sydover. Den nye tilstand, som derved blev skabt, holdt sig til henimod slutningen af mellemste maglemosetid.
I takt med et stadigt mildere klima, hvor sommergennemsnitstemperaturen steg til 18-20oC og vintertemperaturen kun lige nåede under frysepunktet skete der også en forandring i skovens vækstsammensætning: fyrren trængte birken tilbage, og så indvandrede hassel, elm, eg, ask, el og lind. I den ældste periode, borealtiden eller hassel-fyrretiden, var foruden urokse, elg, kronhjort, rådyr, nye skovboere vildsvin, odder, bæver, skovmår, los, vildkat, ulv, bjørn og grævling; ved kysterne forekom sæl.

### Livsform
Maglemosefolket var også i mellemste maglemosetid et udpræget jæger- og samlerfolk, som jagtede alle skovenes større og mindre dyr, blandt andet urokse, elg, kronhjort, rådyr, vildsvin, bjørn, grævling, ræv, skovmår, ilder, bæver, vildkat, egern, hare og pindsvin, blandt fuglene lom, lappedykker, skarv, hejre, rørdrum, stork, svaner, gæs, ænder, skalleslugere, ørne, glenter, våger, vadefugle, måger, spætter, krager, tjur og trane. Gedde er øjensynlig fanget i et betydeligt omfang dels med krog, dels med fiskespyd. Den dyriske føde er suppleret med planteføde, blandt andet har man samlet hasselnødder i store mængder.

### Bopladser
Der kendes et forholdsvis stort antal sommerbopladser fra denne periode. I Jylland ligger bopladserne ofte i tilknytning til store åer, især hvor de løber sammen. På Sjælland ligger bopladserne ved søer, ofte tæt på vandkanten i et sumpet terræn. Man har derfor betegnet dem sumpbopladser. Flere bopladser viser spor efter hytter, der opfattes som sommeropholdssteder, da beliggenheden næppe har tilladt brug i vintermånederne på grund af for høj vandstand. Hytterne er trapezformede eller rektangulære med et gulvareal på 6 m lang og 4,5 m bred. Gulvet var dækket af bark, antagelig fra bævreasp og midt i rummet fandtes et ildsted markeret ved et sandlag Disse hytter har kunnet rumme en familie, og tandaftryk af henholdsvis et 7-8 årigt og et 11-årigt barn i begklumper viser, at børn må have opholdt sig her. Indgangen synes at være i hyttens ende ud mod søen. Hytten var bygget af armtykke hasselstager, der formentlig blot bar væggen (af skind eller tagrør). Inde i hytten var et sanddækket bålsted. Hyttens indre kunne være dækket af flintafslag og nøddeskaller som vidnesbyrd om den virksomhed, der her havde fundet sted.
Det forhold, at de fundne hytter øjensynligt har været bolig for små familier og at der langs samme vandhuls bredder har været mange sådanne boliger, peger mod, at man har levet i kernefamilier samtidig med, at man har måttet være fælles om jagten på de større køddyr.
Sikre vidnesbyrd om vinterbopladser kendes endnu ikke.

### Fartøjer
Der kendes endnu ingen fartøjer fra Maglemosetid, men de formodes at have lignet dem, der kendes fra Ertebølletid. At maglemosefolket må have anvendt fartøjer er bevidnet ved en henved 120 cm lang padleåre af hassel med ovalt åreblad fra en boplads ved Ulkestrup i Åmosen desuden ved beliggenheden af bopladserne, der ofte er lettere tilgængelig fra søsiden end fra landsiden, samt ved den omkring 25 år gamle mand, der ca. 8.000 f.Kr. øjensynligt druknede på henved tre meter dybt vand i en sø ved Koelbjerg nær Vissenbjerg på Fyn.

### Tamdyr
Hunden var maglemosefolkets eneste tamdyr, og fund fra bopladser viser, at hunde undertiden er fortæret. Hundene synes at være på størrelse med nutidens grønlandshunde.

### Jagtmåde
Vidnesbyrd om uroksens fortsatte betydning haves fra et skelet af en fuldvoksen tyr, hvor jagtlykken atter svigtede: uroksen fundet ved Prejlerup i Nordvestsjælland. Jagtmåden var nu ændret: den tætte hassel-fyrreskov var vanskeligt gennemtrængelig for mennesker og gjorde det derfor nødvendigt at udvikle en jagtteknik, der forudsatte skud mod dyret på større afstand. Man har sandsynligvis med hunde drevet en slags drivjagt, idet jægerne anbragte sig på jagtegnede steder i skoven, en lysning eller ved en dyreveksel, hvor de kunne beskyde vildtet, når det blev drevet forbi. Dette forudsætter hurtige og lange skud i hastig takt, hvilket atter betinger lette pile og pilespidser. Datidens jægere havde da udviklet sådanne, og de ses at været sigtet imod dyrets bagparti. For at sådanne pile skulle have dræbende virkning, har man sandsynligvis udnyttet plantegift, formentlig udvundet fra mistelten. Mistelten indeholder det giftige stof viscotoxin, man kunne skaffe sig ved at knuse blade, stængel eller bær. Ved at sigte efter dyrets baglårsmuskler, havde man de bedste udsigter til at lamme og dræbe det.

## Sen Maglemosetid

### Klima og levevilkår
Fra omkring 7.000 f.Kr. blev klimaet varmere og fugtigere. En følge heraf blev en forandring i urskoven: småbladet lind blev nu helt dominerende, og i botanisk henseende betegnes tiden Ældre Lindetid. Samtidig skete en kraftig havstigning, fra ca. 27 m til ca. 9 m under nuværende havoverflade. Det havde til følge, at havet trængte frem til Østersøen dels gennem Storebæltsrenden, dels gennem Øresund, hvorved Østersøen blev mere salt: Ancylussøen udvikledes til Littorinahavet, opkaldt efter strandsneglen Littorina littorea. På forholdsvis kort tid blev det sydskandinaviske område forvandlet til et ø- og fjordområde. En bivirkning af denne udvikling var, at i takt med udryddelse af uroksen på øerne forsvandt de for stedse herfra, da deres mulighed for fornyet indvandring var afskåret; derimod overlevede uroksen indtil videre i Jylland.

### Livsform
For Maglemosefolket indebar de ændrede levevilkår, at de måtte omstille deres tilværelse: fra at kunne have levet af, hvad urskoven kunne skaffe dem, måtte de nu tage hensyn til havets nærværelse på godt og ondt. Havstigningen havde taget land og dermed tilknyttede jagtmuligheder fra dem, de store jagtdyr blev sjældnere. Men havet åbnede tillige nye muligheder: med havet kom muligheden for jagt på havpattedyr, havfugle og fisk – samt tillige muligheden for at samle muslinger. Disse nye muligheder synes Maglemosefolket at have fået øjnene op for. Ved Pilhagen ud for Landskrona lå en boplads dateret til ca. 7.000 f.Kr. hvor en større å løb ud i havet. Her er fundet skaller af blandt andet blåmusling foruden skaller af knækkede hasselnødder og en spaltet knogle af rådyr. En anden boplads, der med sikkerhed lå lige ud til havet, er Kalø Vig I nordøst for Aarhus, dateret til 6.400 f.Kr. og således til Maglemosetidens slutning. I de havaflejrede gytjelag ud for bopladsen er fundet rester af et fiskegærde, indtil videre det ældste af sin slags i Skandinavien.

### Kunst og magi
Maglemosefolket har udviklet en vis kunst. Der skelnes mellem indridsede kunstværker, billeder, og skulpturkunst i rav. På en urokseknogle fra Ryemarksgård i Jystrup Sogn kendes den ældste, danske afbildning af mennesker, af to mænd og tre kvinder. Også på hjortetakker er fundet kunstnerisk udsmykning, dels af en mand og en kvinde (fund fra Viksø mose), dels af et hjortedyr og et mennesket (fund fra Åmosen). Menneskeudsmykning kendes tillige fra et ravsmykke. Desuden kendes et antal dyrefigurer af rav, der viser et elghoved, flere bjørne, en fugl. Flere af disse figurer har slidspor efter en ophængningssnor. Der kan være tale om jagtmagi.
Lidt specielt kendes fra sen Maglemosetid tillige dekorerede, fallosformede flintknolde, hvoraf et delmotiv formodes at være et menneske. Der kan i dette og de ovenfor omtalte menneskefigur-dekorerede knogler og takkers tilfælde være tale om frugtbarhedsmagi.

## Fundsteder
- Barmosen, Sjælland
- Hjemsted, Sønderjylland[42]
- Holmegårds mose, Sjælland
- Kalø Vig I, Jylland
- Klosterlund, Midtjylland (se Klosterlund museum)
- Lavringe mose, Sjælland[30]
- Lundby mose, Sjælland[28]
- Muleby, Bornholm
- Mullerup, Sjælland
- Pilhagen, Skåne
- Skottemarke, Lolland[29]
- Stallerupholm, Sønderjylland
- Sværdborg mose, Sjælland[28]
- Ulkestrup lyng, Sjælland[28]
- Store Åmose, Sjælland
- Koelbjergmanden, Fyn